# Битка при Голям Дервент
Битката при Голям Дервент е сражение, състояло се на 8 срещу 9 август 1913 година, между българска милиция и четници на ВМОРО от една страна и настъпващата Османска армия в Тракия. Сражението завършва с отстъплението на четата на ВМОРО, ръководена от Руси Славов и отеглянето на мирното население от селото.

## Развой
Според хаджи Димо Халджиев защитниците на селището наброяват 80 души и 20 души от четата на Руси Славов. На 8 срещу 9 август се води ожесточена битка между бранителите на селото и редовна и нередовна турска армия, която наброява около 3000 души. По време на първата престрелка според Руси Славов падат убити 60 османски войници. След използването на картечен огън и артилериен обстрел обаче жителите на селото както и самите защитници са принудени да отстъпят и да се оттеглят към близкият връх Шапканата. Селото е плячкосано и изгорено. След няколко дни Руси Славов разпраща населението в различни села, като според самия войвода една от групите потеглила към село Съчанли, втората група към село Манастир и Доганхисар, а третата в една по-отдалечена махала на Голям Дервент.